# Сирени (тварини)
Сирени (Sirenia), або ламантиноподібні (Trichechiformes) — ряд травоїдних ссавців, що живуть у воді. Батьківщиною сирен ймовірно є Африка, а їх найближчими родичами — хоботні і дамани. Сучасні види живуть в тропічних та субтропічних водах, оскільки стеллерових корів винищили біля двохсот років тому.
Разом з китоподібними і ластоногими, сирени — один з трьох великих таксонів водних ссавців. 
На відміну від тюленів, ламантиноподібні не можуть пересуватися по суші на кінцівках. З китоподібними їх також не можна порівняти, оскільки вони зазвичай мешкають в прибережному мілководді або у прісній воді.

## Опис
Сирени — масивні тварини з веретеноподібним тілом. В них масивний кістяк з важкими кістками та товстостінним черепом. Їхні передні кінцівки перетворилися на плавці, а задні в ході еволюції повністю зникли, є лише рудименти стегна і тазу. Передні плавці, або ласти, рухливі в плечовому, ліктьовому суглобах і навіть в кисті. Спинного плавця, як у деяких видів китів, у сирен немає. Хвіст перетворився на плаский задній плавець. Шкіра дуже товста і зі складками, волосяного покриву немає, хоч де-не-де збереглися поодинокі щетинки. Голова рухлива, без вушних раковин. В порівнянні з тілом, голова досить велика, проте об'єм мозку по відношенню до розмірів тіла один з найменших серед всіх ссавців. Морда витягнута, але приплюснута, а не гостра. Її оточують тверді і чутливі вуса, за допомогою яких сирени відчувають об'єкти. Ніздрі розташовані порівняно високо, вони закриваються спеціальними клапанами і відкриваються тільки для дихання. Кількість і форма зубів у окремих видів сирен дуже варіює. Різці часто зустрічаються у виродженій формі (окрім дюгонів), а ікла відсутні у всіх сучасних видів. Передня частина піднебіння покрита мозолястими шарами, що ймовірно допомагає при їжі. Мозолястим є і короткий язик. У сирен великий двокамерний шлунок з парою мішкоподібних придатків, довга кишка з великою сліпою кишкою.

## Спосіб життя
Сирени живуть біля узбережжя чи в гирлах тропічних річок. Вони мають добрий слух та нюх, але недорозвинутий зір, який мало їм допомагає в каламутній воді та заростях водоростей.
Сирени живуть поодинці або в невеликих групах. Вони пересуваються завжди поволі й обережно. Їхня їжа винятково вегетаріанського характеру і складається з морської трави й водоростей. Тривалість життя сирен становить близько двадцяти років.

## Походження
Сирени є родичами хоботних. Підтвердженням цьому є як їх викопний предок, еотерій, так і ряд спільних зі слонами ознак в сучасних видів — грудні молочні залози, зміна кутніх зубів протягом всього життя, схожі на бивні різці в дюгонів, нігтеподібні копитця на ластах ламантинів тощо.

## Класифікація
Класифікація згідно з Voss, 2014.. 
Ряд поділяють на такі групи:

### Вимерлі родини
- Родина †Prorastomidae
  - Рід †Pezosiren
    - †Pezosiren portelli

  - Рід †Prorastomus
    - †Prorastomus sirenoides
- Родина †Protosirenidae
  - Genus †Protosiren
- Родина †Archaeosirenidae[4]
  - Рід †Eosiren
- Родина †Eotheroididae[4]
  - Рід †Eotheroides
- Родина †Prototheriidae[4]
  - Рід †Prototherium

### РодинаDugongidae—Дюгоневі
- - Рід †Nanosiren
  - Рід †Sirenotherium
- Підродина Dugonginae
  - Рід Dugong — Дюгонь
- Підродина †Hydrodamalinae
  - Рід †Dusisiren
  - Рід †Hydrodamalis — Морська корова
    - †Hydrodamalis cuestae
    - †Hydrodamalis gigas

### РодинаTrichechidae—Ламантинові
- Підродина †Miosireninae
- Рід †Anomotherium
  - †Anomotherium langewieschei
- Рід †Miosiren
  - †Miosiren canhami
  - †Miosiren kocki
- Рід †Prohalicore
  - †Prohalicore dubaleni
- Підродина Trichechinae
- Рід †Potamosiren
  - †Potamosiren magdalenensis
- Рід Trichechus — Ламантин
  - T. manatus — Ламантин американський
    - T. m. manatus
    - T. m. latirostris

  - T. senegalensis — Ламантин африканський
  - T. inunguis — Ламантин амазонський
  - T. «pygmaeus» (офіційно ще неописаний)
- Рід †Ribodon
  - †Ribodon limbatus